# Nelson Acosta
Nelson Acosta
Nelson Bonifacio Acosta López (född i Paso de los Toros, Uruguay den 12 juni, 1944) är en f.d. fotbollsspelare som numera är tränare. Acosta kallas ofta Pelado Acosta (Flint Acosta) och El Ratón (Råttan).
Acosta har varit chilensk medborgare sedan 1984 och var Chiles förbundskapten under kvalet till VM 1998, och under själva mästerskapet. Han har blivit en ikon i Chile, sedan han tog landet till VM i Frankrike 1998. Det var Chiles första VM på 16 år

## Spelarkarriär
1969–1971: Huracán Buceo (Uruguay)

1972–1976: Peñarol (Uruguay)

1977: Everton (Chile)

1978–1981: O'Higgins (Chile)

1982–1984: Fernández Vial (Chile)

## Tränarjobb
- Klubbar

1984–1988: Fernández Vial (Chile)

1988–1991: O'Higgins (Chile)

1992: Unión Española (Chile)

1992: Cruz Azul (Mexiko)

1993–1996: Unión Española (Chile)

2002–2003: Cobreloa (Chile)

2007–2010: Everton de Viñá del Mar (Chile)
 
2010- : Cobreloa (Chile)
- Landslag

1993: Chile

1996–2000: Chile

2004: Bolivia

2005–2007: Chile